# 鏽色大美鯰
鏽色大美鯰為輻鰭魚綱鯰形目美鯰科的其中一種，為熱帶淡水魚，分布於南美洲亞馬遜河、奧里諾科河、圭亞那及巴西北部沿岸淡水流域，體長可達15.5公分，棲息在氾濫平原、沼澤、水塘底層水域，乾季來臨時會在爛泥中掘洞等待雨季來臨，會以腸及鰓交互呼吸，可做為食用魚及觀賞魚。